# Jared Frayer

Zawodnik Oklahoma Sooners

Jared Frayer (ur. 7 października 1978) – amerykański zapaśnik w stylu wolnym. Olimpijczyk z Londynu w 2012, gdzie zajął siedemnaste miejsce w kategorii 66 kg.
Piąty w Pucharze Świata w 2012 i piąty w drużynie w 2008 roku.
Zawodnik Countryside High School z Clearwater i University of Oklahoma. Dwa razy All-American (2001, 2002) w NCAA Division I, drugi w 2002 i czwarty w 2001 roku.